# Marc Giraudon
Marc Giraudon (ur. 22 lipca 1980 w Vierzon) – francuski piłkarz. Obecnie gra dla Stade de Reims.